# 4888 Doreen
4888 Doreen eller 1981 JX1 är en asteroid i huvudbältet som upptäcktes den 5 maj 1981 av den amerikanska astronomen Carolyn S. Shoemaker vid Palomar-observatoriet. Den är uppkallad efter Doreen Vingness Spellmann.
Asteroiden har en diameter på ungefär 4 kilometer.